# Зеленівська сільська рада (Верхньорогачицький район)
Зеле́нівська сільська́ ра́да — адміністративно-територіальна одиниця та орган місцевого самоврядування в Верхньорогачицькому районі Херсонської області. Адміністративний центр — село Зелене.

## Загальні відомості
- Територія ради: 59,341 км²
- Населення ради: 723 особи (станом на 2001 рік)

## Населені пункти
Сільській раді були підпорядковані населені пункти:
- с. Зелене

## Склад ради
Рада складалася з 14 депутатів та голови.
- Голова ради: Гордієнко Юрій Петрович
- Секретар ради: Сапронова Дар'я Михайлівна

### Керівний склад попередніх скликань
| Прізвище, ім'я, по батькові | Основні відомості                                                               | Дата обрання | Дата звільнення |
| --------------------------- | ------------------------------------------------------------------------------- | ------------ | --------------- |
| Прохватілова Марія Павлівна | Сільський голова, 1952 року народження, позапартійна                            | 22.08.2006   | 01.05.2007      |
| Гордієнко Юрій Петрович     | Сільський голова, 1965 року народження, освіта середня спеціальна               | 19.08.2007   | 31.10.2010      |
| Гордієнко Юрій Петрович     | Сільський голова, 1965 року народження, освіта середня спеціальна, безпартійний | 31.10.2010   |                 |

Примітка: таблиця складена за даними сайту Верховної Ради України

### Депутати
За результатами місцевих виборів 2010 року депутатами ради стали:

#### За суб'єктами висування
| Суб'єкт висування                                       | Кількість обраних депутатів | %    |
| ------------------------------------------------------- | --------------------------- | ---- |
| Партія регіонів                                         | 11                          | 78,6 |
| Комуністична партія України                             | 2                           | 14,3 |
| Політична партія Всеукраїнське об'єднання «Батьківщина» | 1                           | 7,1  |

#### За округами
| № округу                                                | Прізвище, ім'я, по батькові     | Дата визнання обраним | Освіта  | Партійна приналежність                        | Відомості про обраного депутата               |
| ------------------------------------------------------- | ------------------------------- | --------------------- | ------- | --------------------------------------------- | --------------------------------------------- |
| Комуністична партія України                             |                                 |                       |         |                                               |                                               |
| 1                                                       | Глущенко Ольга Яківна           | 05.11.2010            | вища    | позапартійна                                  | тимчасово не працює                           |
| 8                                                       | Воропай Мар'яна Іллівна         | 05.11.2010            | середня | позапартійна                                  | тимчасово не працює                           |
| Партія регіонів                                         |                                 |                       |         |                                               |                                               |
| 2                                                       | Власюк Ірина Олексіївна         | 05.11.2010            | середня | член Партії регіонів                          | Зеленівська сільська рада, головний бухгалтер |
| 3                                                       | Турків Ганна Михайлівна         | 05.11.2010            | середня | член Партії регіонів                          | Зеленівський будинок культури, директор       |
| 4                                                       | Барановська Інна Вікторівна     | 05.11.2010            | середня | член Партії регіонів                          | тимчасово не працює                           |
| 5                                                       | Акуленко Сергій Миколайович     | 05.11.2010            | середня | член Партії регіонів                          | Зеленівська загальноосвітня школа, вчитель    |
| 6                                                       | Скок Інна Миколаївна            | 05.11.2010            | вища    | член Партії регіонів                          | Зеленівська сільська рада, землевпорядник     |
| 7                                                       | Маслов Олег Леонідович          | 05.11.2010            | середня | член Партії регіонів                          | Зеленівська сільська бібліотека, завідувач    |
| 9                                                       | Шумська Людмила Миколаївна      | 05.11.2010            | середня | член Партії регіонів                          | Зеленівський дитсадок «Сонечко», завідувачка  |
| 10                                                      | Федосієнко Людмила Василівна    | 05.11.2010            | середня | член Партії регіонів                          | тимчасово не працює                           |
| 11                                                      | Сапронова Дарія Михайлівна      | 05.11.2010            | середня | член Партії регіонів                          | Зеленівська сільська рада, секретар           |
| 12                                                      | Гречаник Тетяна Петрівна        | 05.11.2010            | середня | член Партії регіонів                          | тимчасово не працює                           |
| 13                                                      | Гнеушова Ольга Гаврилівна       | 05.11.2010            | вища    | член Партії регіонів                          | пенсіонер                                     |
| Політична партія Всеукраїнське об'єднання «Батьківщина» |                                 |                       |         |                                               |                                               |
| 14                                                      | Федосієнко Світлана Анатоліївна | 05.11.2010            | середня | член Всеукраїнського об'єднання «Батьківщина» | Зеленівська сільська рада, діловод            |

## Населення
Згідно з переписом УРСР 1989 року чисельність наявного населення сільської ради становила 881 особа, з яких 412 чоловіків та 469 жінок.
За переписом населення України 2001 року в селі мешкало 712 осіб.

### Мова
Розподіл населення за рідною мовою за даними перепису 2001 року:
| Мова       | Відсоток |
| ---------- | -------- |
| українська | 96,13 %  |
| російська  | 3,73 %   |